# Yaowarat
Yaowarat (en tailandés: เยาวราช) es el nombre por el que se conoce al barrio chino de la capital tailandesa, Bangkok, ubicado en el distrito Samphanthawong. Convertida en una de las zonas más turísticas de la ciudad, toma su nombre de la calle principal que lo recorre, thanon Yaowarat (ถนนเยาวราช, calle Yaowarat).
Yaowarat es conocida como 'calle del dragón', por el dibujo de su trazado y como referencia a la comunidad china instalada en la zona.

## Características
El barrio chino es una antigua área comercial que cubre una amplia zona alrededor de las calles Yaowarat y Charoen Krung. Ambas arterias principales están rodeadas por gran cantidad de pequeñas calles y callejones llenos de tiendas y vendedores en los comercios y también en mercados callejeros y numerosos puestos instalados en las aceras, que ofrecen desde productos alimenticios y platos preparados hasta hierbas tradicionales, talismanes de la suerte, joyas de oro, telas, cosméticos, sombreros y recuerdos, entre otros. Durante la noche es uno de los principales polos gastronómicos de la ciudad.
Otra de las atracciones de la zona son los templos chinos, especialmente en celebraciones como el año nuevo lunar. Algunos de los más conocidos son Wat Traimit (donde está el Buda de oro, la estatua de oro macizo más grande del mundo), Wat Mangkon Kamalawat, Wat Trai Mit Witthayaram Worawihan y Wat Lokanukroh.
Debido a su historia, gastronomía y actividades, Yaowarat quedó en el octavo puesto de las calles más geniales del mundo (coolest streets in the world), ranking elaborado por la revista Time Out en 2022. CNN apodó a Yaowarat 'el paraíso de la comida callejera'.
Cerca de Yaowarat está el mercado Phahurat indio, conocido como Little India, una zona donde la principal oferta son las tradicionales telas de seda hindúes.

## Historia

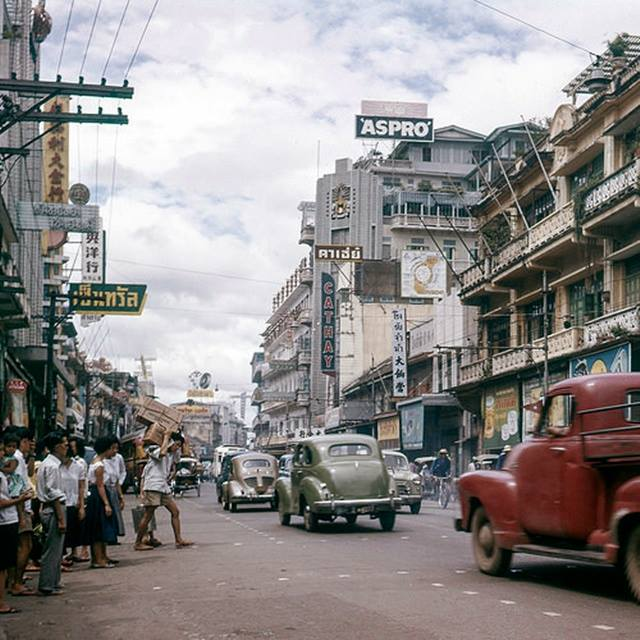
Calle Yaowarat en 1958.

Los primeros comerciantes chinos arribaron al reino de Siam (que más tarde se convertiría en Tailandia) durante el período de Rattanakosin, en el siglo XVI. Muchos reyes tailandeses nombraron a comerciantes chinos en puestos de nobleza.
Los primeros inmigrantes chinos se asentaron en el actual distrito Phra Nakhon, pero cuando el rey Rama I decidió erigir allí el Gran Palacio debieron trasladarse a otras zonas de la ciudad.
Finalmente, en el siglo XIX, el Rey Rama V ordenó la construcción de varios caminos, entre ellos Yaowarat, en una de las áreas más viejas de Bangkok. Allí se estableció el epicentro de la comunidad china, a lo largo de calle Yaowarat y sus alrededores, expandiéndose hacia Charoen Krung, Mungkorn, Songwat, Songsawat y Chakkrawat, entre otras.
La explosión demográfica y turística de la zona se produjo tras la inauguración en 1916 de la estación ferroviaria Hua Lamphong, sobre el extremo este de Yaowarat, muy cerca del inicio del barrio chino. Después de la Segunda Guerra Mundial se erigieron en Yaowarat los dos primeros rascacielos de la ciudad.

## Transporte
La estación más cercana de la red de metro MRT es Wat Mungkorn (en ocasiones transliterado como Wat Mangkom), de la línea azul, en tanto que hacia el extremo oeste del barrio está la estación Sam Yot y hacia el este Hua Lamphong, donde también se encuentra la estación ferroviaria Hua Lamphong y el muelle del servicio de lanchas públicas sobre el khlong (canal) Phadung Krung Kasem, parada que también lleva el nombre Hua Lamphong. Otra forma de llegar es en las lanchas colectivas de Chao Phraya Express Boat, sobre el río Chao Phraya, en el muelle Ratchawong.

## Galería de imágenes

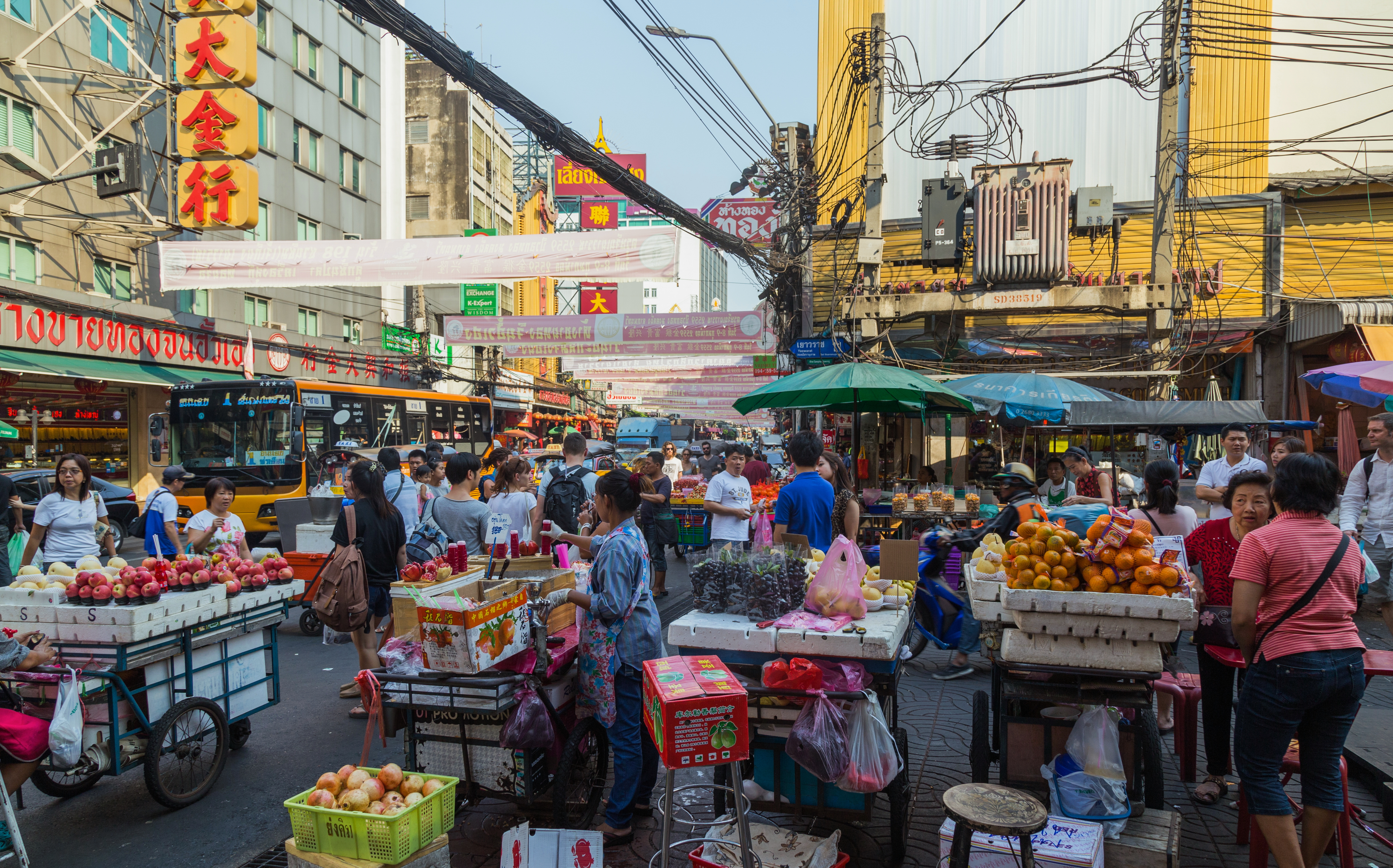
Mercado callejero.
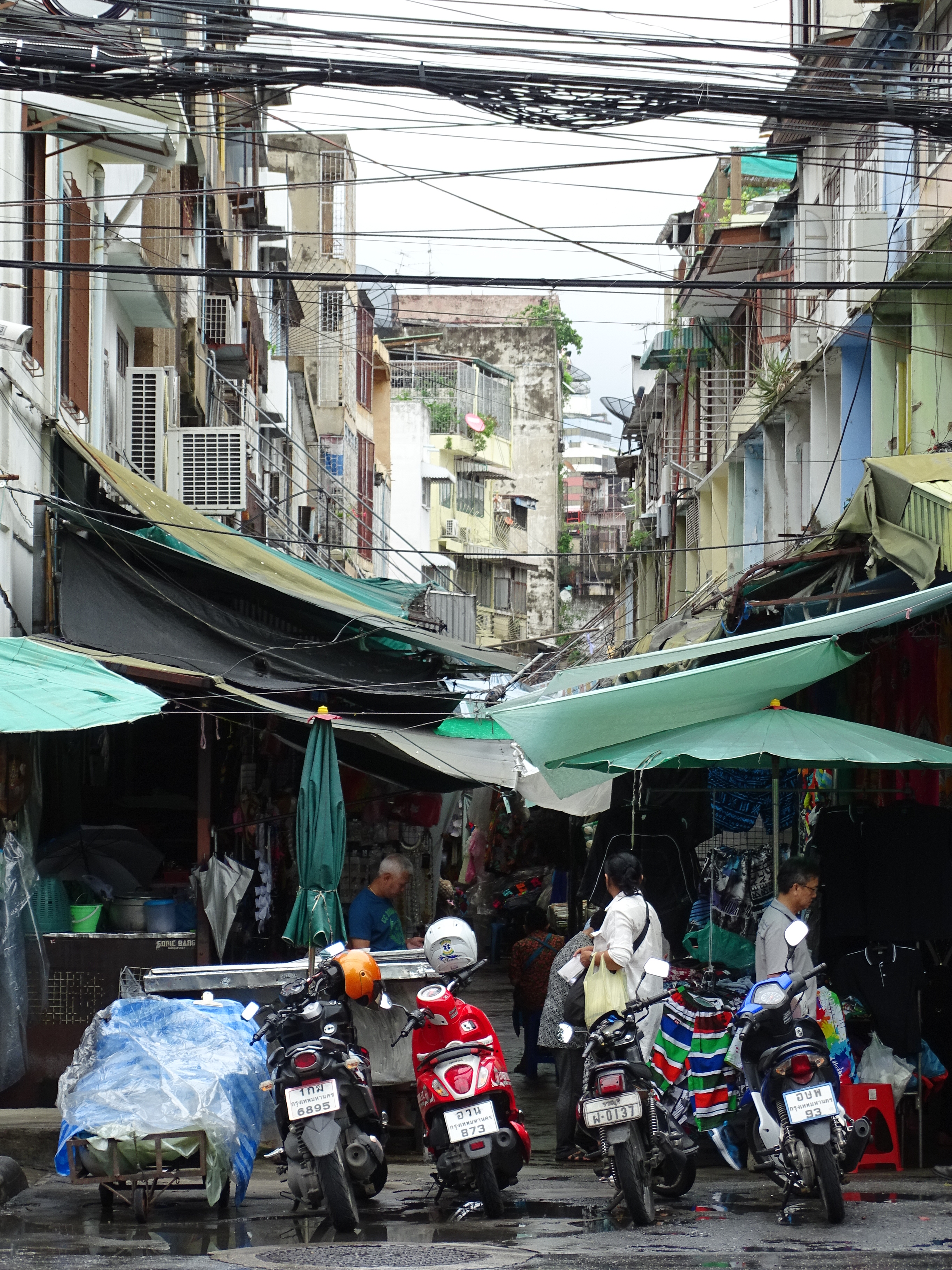
Un callejón con tiendas en Yaowarat.
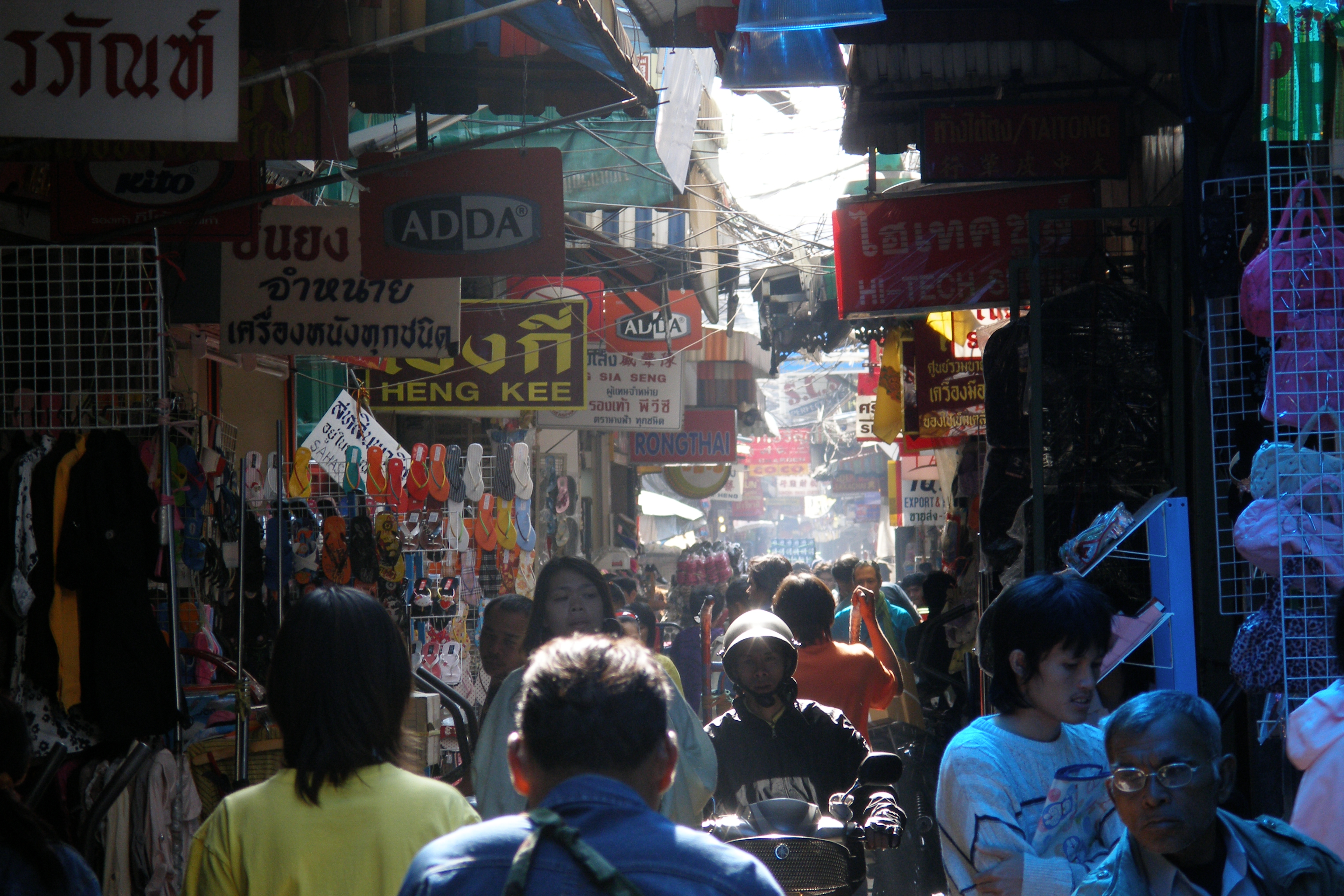
El mercado de Sampheng.
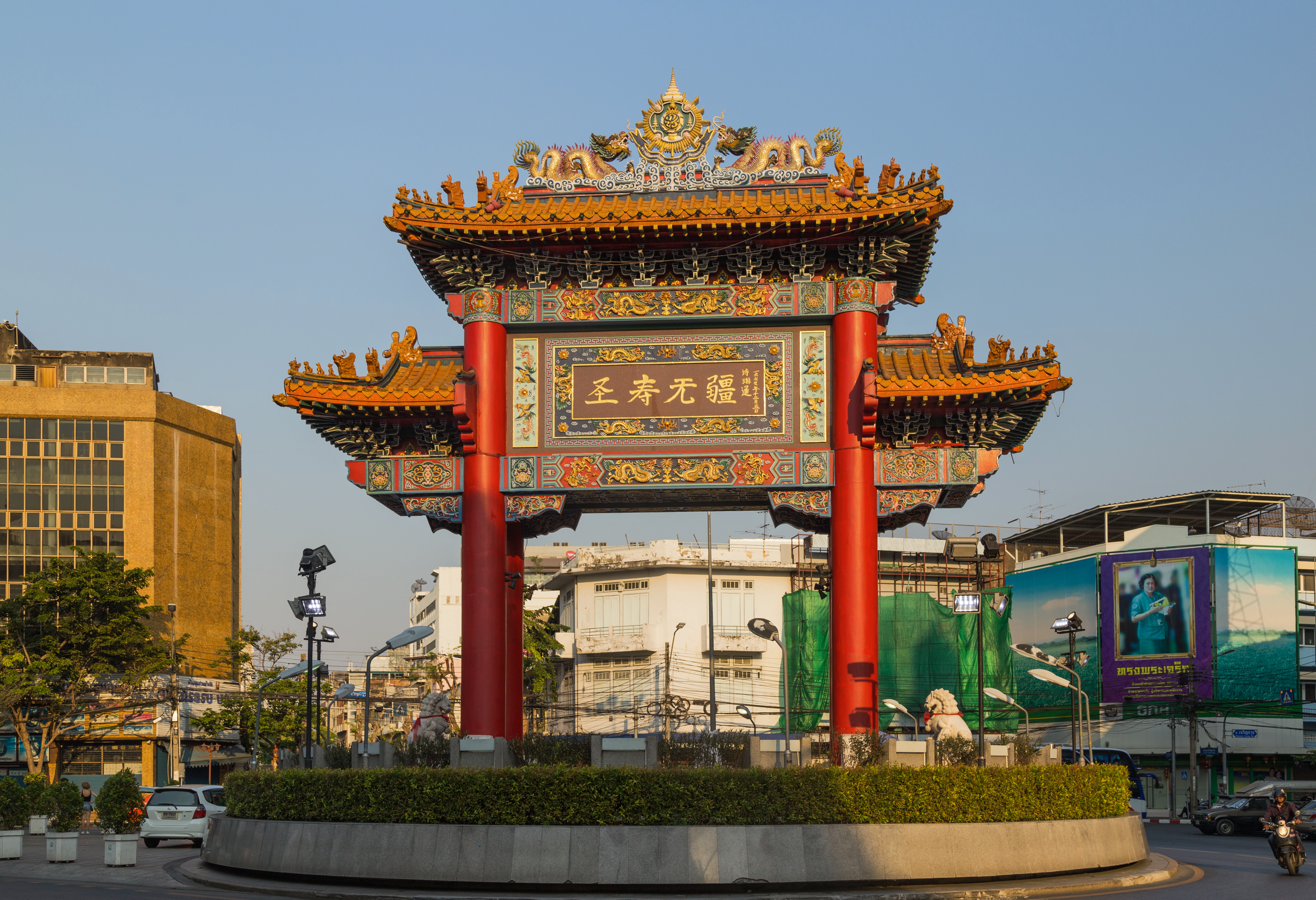
El ingreso al barrio chino, al este de calle Yaowarat.
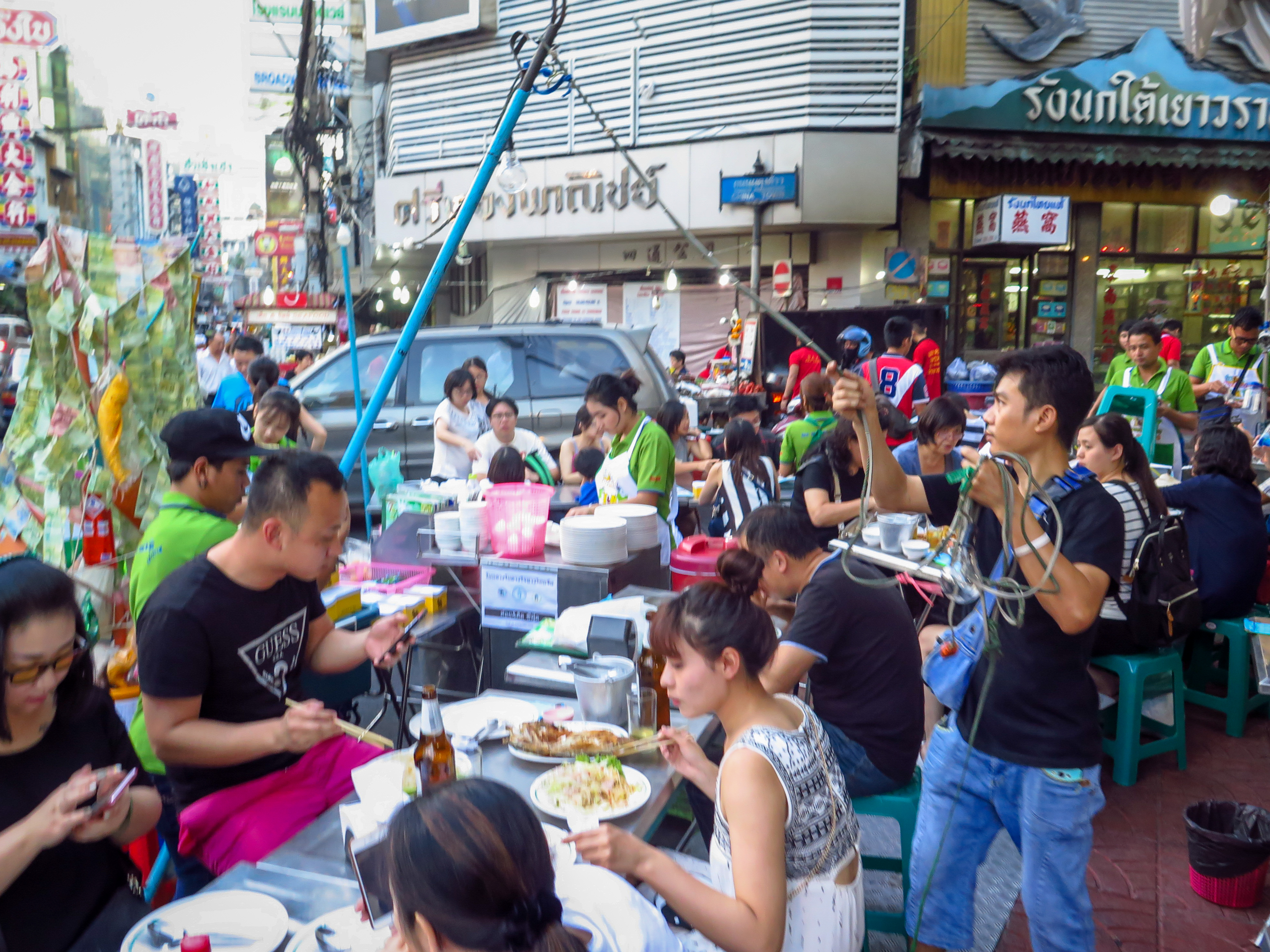
Puesto de comidas callejero.
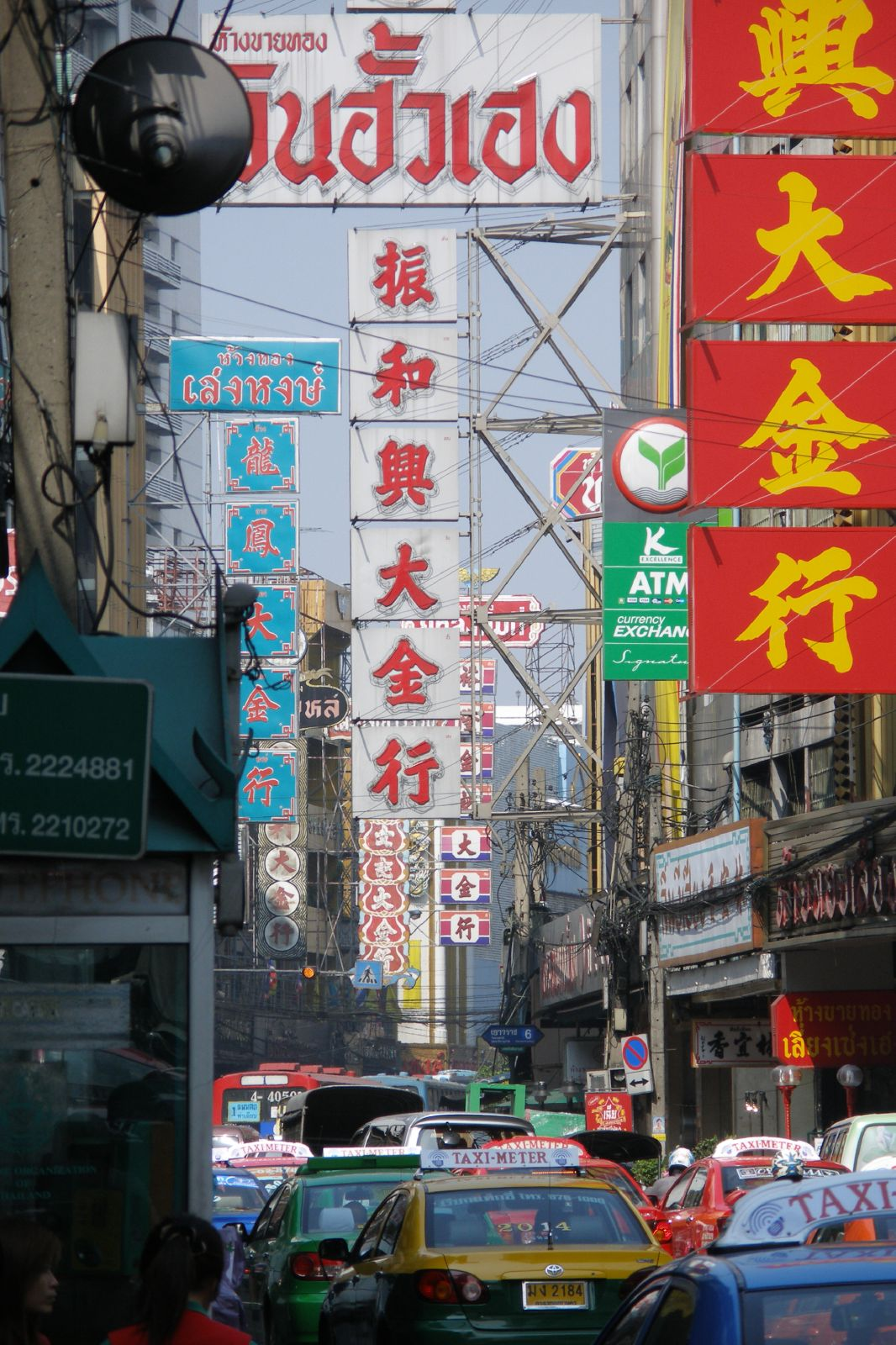
La calle Yaowarat por la mañana.
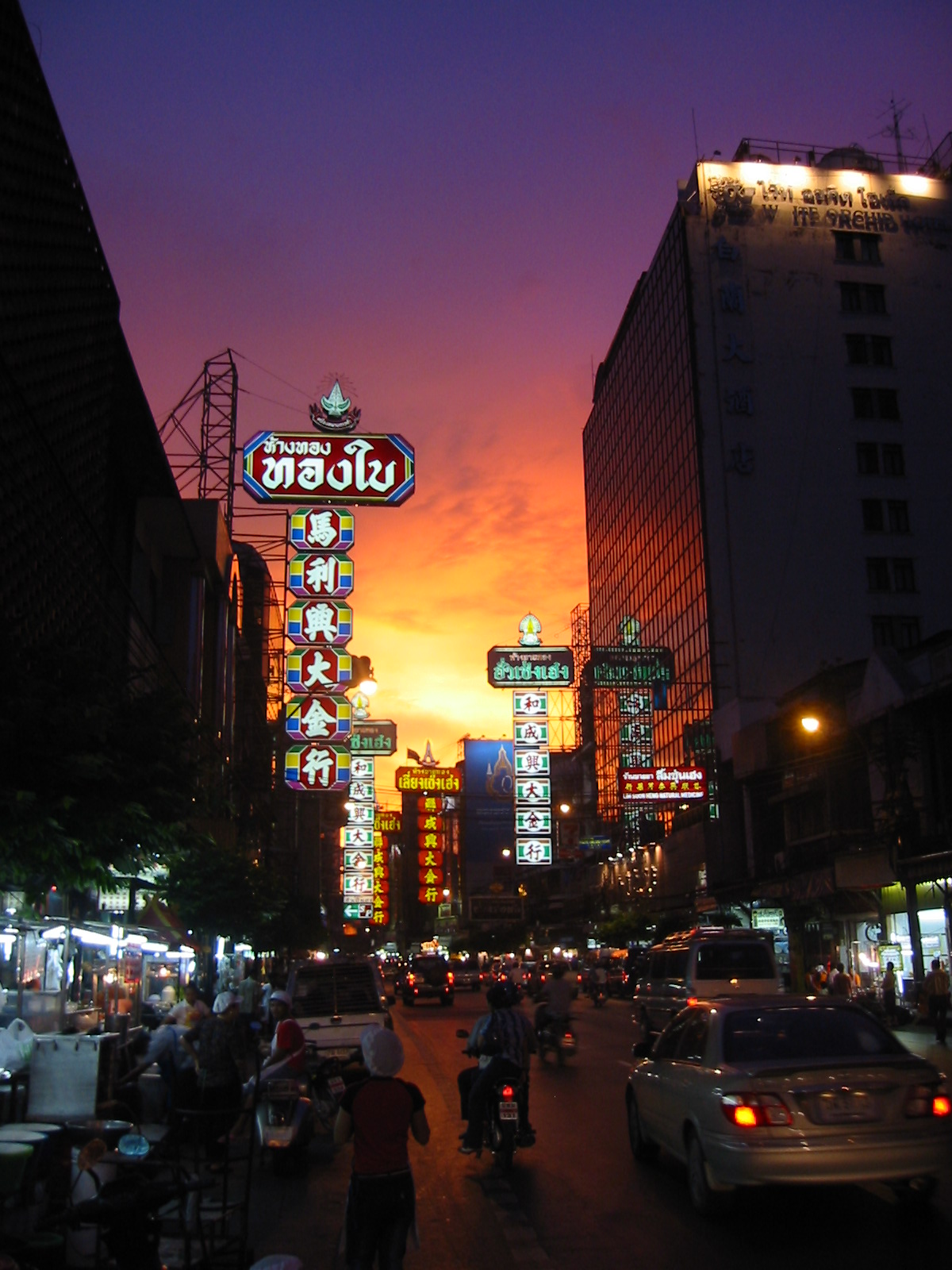
El ritmo nocturno de Yaowarat.